# Janków (powiat pleszewski)
Janków – wieś w Polsce położona w województwie wielkopolskim, w powiecie pleszewskim, w gminie Pleszew.
W latach 1975–1998 miejscowość należała administracyjnie do województwa kaliskiego.
Jest to wieś typowo rolnicza. Na gruntach rolnych uprawiane są zboża i rośliny okopowe. Największy zakład pracy stanowi tartak usytuowany w zachodniej części Jankowa. Janków liczy około 100 mieszkańców, należy do parafii Kuczków. We wsi działa też zbór Świadków Jehowy: Janków. Przez wieś przebiega DK 11.